# Enrique Pérez Lavado
Enrique Pérez Lavado, Es un obispo católico, nacido en Maracaibo y es el tercer Obispo de la Diócesis de Maturín desde el 9 de septiembre de 2003.

## Biografía
Mons. Enrique Pérez Lavado nació en Maracaibo, el 19 de abril de 1951. Es el quinto de siete hermanos, sus padres: Dr. Wintila Pérez Romero y la Sra. Isolda Lavado de Pérez, es nieto del Poeta Zuliano Udón Pérez. Sus hermanos: Beatriz, Isolda, Graciela, Mauricio, Ricardo y Carmen Cristina, Pérez Lavado.
Es Autor de la publicación: “La teología Antropológica de SS. Juan Pablo II” Editado por Trípode, y “La Iglesia Doméstica”, estatuto eclesiológico de la Familia Cristiana.

### Estudios
Estudió en los Seminarios:
- Menor de Maracaibo
- El Seminario de los PP. Eudistas de Bogotá 
- El Seminario San José del Hatillo, en Caracas. 
Cursó Estudios en Filosofía en el Seminario Valmaría y en la Universidad de “San Buenaventura” en Bogotá, Colombia.
Su formación Teológica la realizó en el Seminario "Santa Rosa de Lima", en Caracas.

### Títulos Obtenidos
Licenciado en Teología Dogmática, título otorgado por la Pontificia Universidad Gregoriana de Roma.

### Presidente de la Monumental Semana Santa Viva de Caripito
Fundación Organizadora de la Monumental Semana Santa Viva de Caripito, Monseñor Rafael Pérez Madueño.

## Sacerdote
Fue Ordenado Sacerdote en la Catedral de Maracaibo el 25 de julio de 1986. por Mons. Domingo Roa Pérez. 

### Cargos
Ha desempeñado diferentes cargos pastorales:
Director del Centro Vocacional Arquidiocesano de Maracaibo
Profesor en la Universidad Católica Cecilio Acosta, el Seminario Mayor y el Instituto Teológico Pastoral.
Rector del Seminario Mayor Santo Tomás de Aquino durante 8 años,
Párroco de la Catedral Matrepolitana de Maracaibo, y párroco de las siguientes Iglesias Santa Lucía, y San Antonio María Claret.
Presidente de La OSVEN (Organización de Seminarios de Venezuela),
Presidente de la Comisión Doctrinal de la Arquidiócesis de Maracaibo,
Encargado de la preparación al Diaconado Permanente.
Miembro del Colegio de Consultores y del Consejo Presbiteral.
Representante Arquidiocesano en el Consejo Fundacional de la Universidad Católica Cecilio Acosta.
En el año 2009 fue designado Administrador Apostólico de la Diócesis de Carúpano.
Fue Presidente de la Comisión Episcopal de Clero, Seminarios, Vocaciones y Diaconado Permanente, de la Conferencia Episcopal Venezolana.

### Bodas de Plata
El 25 de julio de 2011 cumplió sus 25 años como sacerdote.

## Episcopado

### Obispo de Maturín
El Papa Juan Pablo II lo nombró III Obispo de la Diócesis de Maturín el 8 de agosto de 2003.
Fue Ordenado Obispo el 31 de octubre de 2003 en la Catedral de Nuestra Señora del Carmen (Maturín).

#### Consagrante principal
- Mons. Medardo Luis Luzardo Romero. Arzobispo de Ciudad Bolívar.

#### Concelebrantes asistentes
- Mons. César Ramón Ortega Herrera. Obispo de la Diócesis de Barcelona (Venezuela).
- Mons. Ubaldo Ramón Santana Sequera. Arzobispo de Maracaibo.

### Distinciones recibidas
Ha sido distinguido con las siguientes distinciones:
Llaves de la Ciudad de Maturín, por la Alcaldía del Municipio Maturín, Estado Monagas.
Orden “José Tadeo Monagas” de la Gobernación del Estado Monagas en su primera Clase.
Orden “Andrés Eloy Blanco” del Consejo Legislativo del Estado Monagas, en su primera clase.
Orden “Julián Padrón” de la Alcaldía del Municipio Acosta del Estado Monagas.
Orden “Manuel Carlos Piar” de la Alcaldía del Municipio Piar del Estado Monagas.
Honor al Mérito de la Policía del Municipio Piar Estado Monagas.
Llave de la ciudad de QUIRIQUIRE, de la Alcaldía del Municipio Punceres del Estado Monagas.
Orden al Mérito en el Trabajo, de la Fundación Venezolana de Protección al Minusválido.

### Cartas Pastorales
Convocatoria 50 Aniversario de la Diócesis de Maturín
Año Jubilar de la Diócesis de Maturín
Año del Domingo